# Jean Babelon
Pour les articles homonymes, voir Babelon.
Jean Babelon, né à Paris le 19 janvier 1889 et mort dans la même ville le 20 avril 1978,, est un bibliothécaire, historien et numismate français.

## Biographie
Il est le fils d'Ernest Babelon et le père de Jean-Pierre Babelon.
Élève de l'École nationale des chartes, il est l'auteur d'une thèse intitulée La moralité de Bien Advisé et Mal Advisé, précédée d'une étude sur les moralités en général qui lui permet d'obtenir le diplôme d'archiviste paléographe en 1910. Dès sa sortie de l'École nationale des chartes, il est nommé à l'Institut des hautes études hispaniques à Madrid, où il étudie notamment la bibliothèque française de Fernand Colomb.
Il entre alors au Cabinet des médailles de la Bibliothèque nationale, alors dirigé par son père. Il y fait toute sa carrière et dirige le département de 1937 à 1961.
Il est l'auteur d'une œuvre scientifique fournie, essentiellement dans les domaines de la numismatique (Catalogue de monnaies grecques de la collection de Luynes (4 volumes, 1924-1936), catalogue de la Collection de monnaies et médailles de M. Carlos de Beistegui (1934)) et de l'art et la littérature espagnols.
De 1923 à 1931, il dirige avec Pierre d'Ezpezel la revue Aréthuse, dans laquelle l'écrivain Georges Bataille, alors bibliothécaire au Cabinet des Médailles, publie ses premiers articles de numismatique. À la même époque, Jean Babelon participe d'ailleurs à la revue Documents, fondée en 1929 par Bataille et Georges-Henri Rivière et dans laquelle il publie trois chroniques. La revue Aréthuse s’arrête en 1931 et reparaît sous le titre Demareteion, de 1934 à 1935, publication trimestrielle toujours dirigée par Jean Babelon.

## Œuvres principales
- Littérature allemande d’après guerre, La Revue universelle, tome XIV, 1er Juillet 1923.
- Germain Pilon : biographie et catalogue critiques. Paris, Les Beaux-Arts, édition d'études et de documents, 1927.
- La médaille et les médailleurs. Paris, Payot, 1927.
- Les Trésors du Cabinet des antiques. Paris, Vanoest, 1927-1929. (3 vol.)
- La vie de Fernand Cortès. Paris, Gallimard, 1928.
- Catalogue de la collection de Carlos de Beistegui. Paris, les Beaux-arts, 1933 [lire en ligne] sur le site Gallica.fr.
- La vie des Mayas. Paris, Gallimard, 1933.
- Cervantès. Paris, Éd. de la Nouvelle revue critique, 1939.
- Le portrait dans l'antiquité d'après les monnaies. Paris, Payot, 1942 (nouvelle édition, revue et complétée : Payot, 1950).
- La numismatique antique. Paris, Presses universitaires de France, 1944.
- Portraits en médaille. Paris, Alpina, 1946.
- L'orfèvrerie française. Paris, Larousse, 1946.
- L'Amérique des conquistadores. Paris, Hachette, 1947.
- Titien. Paris, Éditions d'histoire et d'art, Plon, 1950.
- L'art au siècle de Léon X. Paris, Éditions de Clairefontaine, 1950.
- Histoire de Paris d'après les médailles : de la Renaissance au XXe siècle. Paris, : Editions de la Propagande artistique, 1951. (avec Josèphe Jacquiot)
- Impératrices syriennes. Paris, Albin Michel, 1957.
- Charles-Quint : 1500-1558. Paris, le Club du meilleur livre, 1958.
- La civilisation française de la Renaissance. Tournai, Casterman, 1961.
- L'art espagnol. Paris, Presses universitaires de France, 1963.
- Hommes et cités de l'Espagne. Paris, Éditions du Sud, Albin Michel, 1965.
- Musées de province. Paris, Larousse, 1966.
- Mayas d'hier et d'aujourd'hui. Paris, Plon, 1967.